# Sybra densemarmorata
Sybra densemarmorata är en skalbaggsart som beskrevs av Stefan von Breuning 1942. Sybra densemarmorata ingår i släktet Sybra och familjen långhorningar.
Artens utbredningsområde är Filippinerna. Inga underarter finns listade i Catalogue of Life.